# Пансион Вейденгаммера
Пансион Вейденгаммера — московское частное учебное заведение начала XIX века.
Частный пансион домашнего характера для детей из родовитых и состоятельных семей был открыт в Москве помощником инспектора классов Московского воспитательного дома И. И. Веденгаммером. Иван (Иоганн-Фридрих) Иванович Вейденгаммер (13.7.1787—25.10.1838) окончил в 1806 году Императорский Московский университет. В 1820 году вступил в службу; был помощником инспектора классов Московского воспитательного дома.
Пансион располагался в доме на углу Гагаринского и Старо-Конюшенного переулков.
В 1827 году в пансионе начали обучение братья Иван и Николай Тургеневы. В это время в нём было всего около 12 человек. Среди педагогов были Платон Иванович Погорельский и Григорий Ефимович Щуровский. Пансион Вейденгаммера был описан Тургеневым в повести «Яков Пасынков», в котором прототипом Пасынкова был соученик Тургенева по пансиону Николай Рейнгольд.
В числе известных воспитанников пансиона были также Н. И. Бахметев и В. В. Яшвиль.
На выходные дни воспитанники отпускались по домам; однако в качестве наказания некоторые оставлялись без свидания с родными — еженедельно, по субботам, надзиратель составлял списки учеников, замеченных в дурном поведении.